# Katica Ileš
Katica Ileš   (Osijek, 30 de març de 1946) és una jugadora d'handbol croata que va competir sota bandera de Iugoslàvia durant la dècada de 1970.
El 1980 va prendre part en els Jocs Olímpics de Moscou, on guanyà la medalla de plata en la competició d'handbol. En el seu palmarès també destaquen dues medalles en el Campionat del món, de plata el 1971 i d'or el 1973, així com una medalla d'or en els Jocs del Mediterrani de 1979. Amb la selecció iugoslava jugà 201 partits. A nivell de clubs jugà a l'Osijek.
El 1999 fou guardonada amb el Premi Estatal d'Esports "Franjo Bučar". És membre del Comitè Olímpic Croat.